# Limosina munda
Limosina munda är en tvåvingeart som beskrevs av Collin 1912. Limosina munda ingår i släktet Limosina och familjen hoppflugor.
Artens utbredningsområde är Seychellerna. Inga underarter finns listade i Catalogue of Life.